# جيك جونسون (متسابق دراجات نارية)
جيك جونسون (بالإنجليزية: Jake Johnson)‏ هو متسابق دراجات نارية أمريكي، ولد في 17 يوليو 1984 في كامدن في الولايات المتحدة.

## روابط خارجية
- جيك جونسون على موقع ألعاب إكس (مؤرشف) (الإنجليزية)